# Indicatif régional 210

Carte de l'État du Texas avec les territoires de ses indicatifs régionaux. L'indicatif régional 210 est en blanc.

L'indicatif régional 210 est l'un des indicatifs téléphoniques régionaux de l'État du Texas aux États-Unis.
Cet indicatif dessert le comté de Bexar (région de San Antonio). Plus précisément, il dessert les villes de Adkins, Alamo Heights, Artesia Wells, Atascosa, Castle Hills, Cibolo, Converse, Ecleto, Elmendorf, Grey Forest, Helotes, Kirby, Leon Springs, Macdona, Olmos Park, Saint Hedwig, San Antonio, Shavano Park, Schertz, Universal City, Von Ormy, Wetmore, Windcrest.
La carte ci-contre indique en blanc le territoire couvert par l'indicatif 210.
L'indicatif régional 210 fait partie du plan de numérotation nord-américain.